# دمیترو کوساچنکو
دمیترو کوساچنکو (انگلیسی: Dmytro Kozachenko؛ زادهٔ ۱۱ ژانویهٔ ۱۹۸۲) بازیکن فوتبال اهل اوکراین است.
از باشگاه‌هایی که در آن بازی کرده‌است می‌توان به باشگاه فوتبال نسف قرشی و باشگاه فوتبال روبور سیه‌نا اشاره کرد.